# لورانس إس. تريمبل
لورانس إس. تريمبل هو قاضي ومحامي وسياسي أمريكي، ولد في 26 أغسطس 1825 في مقاطعة فليمنغ في الولايات المتحدة، وتوفي في 9 أغسطس 1904 في ألباكركي في الولايات المتحدة. نشط حزبياً في الحزب الديمقراطي. وقد انتخب عضو مجلس النواب الأمريكي ‏.